# Plemyria parvula
Plemyria parvula är en fjärilsart som beskrevs av Anders Jahan Retzius 1783. Plemyria parvula ingår i släktet Plemyria och familjen mätare. Inga underarter finns listade i Catalogue of Life.